# Campionati mondiali di slittino su pista naturale 2025 - Singolo donne
La gara di singolo donne dei campionati mondiali di slittino su pista naturale 2025 si è disputata il 18 e il 19 gennaio 2025 presso l'impianto di Kühtai sulla lunghezza di tre manche. Hanno preso parte alla gara 18 atlete di  nazionalità differenti e 17 di queste hanno portato a termine le tre discese in programma.
La detentrice del titolo è stata in grado di replicare la vittoria facendo segnare il miglior tempo di manche in due delle tre discese in programma
Per Evelin Lanthaler si è trattato del quinto titolo mondiale nel singolo donne (quarto consecutivo) e la settima medaglia iridata nella specialità. Con questa vittoria ha superato il record di titoli mondiali detenuto dalla russa Ekaterina Lavrent'eva.
L'Italia si è aggiudicata questa gara per la sesta volta consecutiva.

## Podio
| Pos.    | Atleta            | Nazione | Tempo   |
| ------- | ----------------- | ------- | ------- |
| Oro     | Evelin Lanthaler  | Italia  | 2'51"79 |
| Argento | Riccarda Ruetz    | Austria | 2'52"90 |
| Bronzo  | Jenny Castiglioni | Italia  | 2'54"10 |

## Programma
| Data            | Ora (UTC+1) | Turno     |
| --------------- | ----------- | --------- |
| 18 gennaio 2025 | 11:00       | 1ª manche |
| 18 gennaio 2025 | 12:45       | 2ª manche |
| 19 gennaio 2025 | 11:15       | 3ª manche |

## Situazione pre-gara

### Campionesse in carica
Evelin Lanthaler si presentava da campionessa iridata ed europea in carica, con già quattro titoli mondiali complessivamente all'attivo. Nelle ultime competizioni tra mondiali, europei e Coppa del Mondo aveva ottenuto 43 vittorie su 45 gare disputate.
Le campionesse in carica a livello mondiale ed europeo erano:
| Campionessa | Atleta                  | Tempo   | Data                                  | Competizione  |
| ----------- | ----------------------- | ------- | ------------------------------------- | ------------- |
| Mondiale    | Evelin Lanthaler Italia | 2'45"83 | 12 febbraio 2023 Nova Ponente, Italia | Mondiali 2023 |
| Europea     | Evelin Lanthaler Italia | 1'46"67 | 4 febbraio 2024 Valgiovo, Italia      | Europei 2024  |

### La stagione
Prima di questa gara, le competizioni di Coppa del Mondo avevano visto i seguenti risultati:
| Data             | Località | Prima                   | Seconda                   | Terza                  |
| ---------------- | -------- | ----------------------- | ------------------------- | ---------------------- |
| 21 dicembre 2024 | Obdach   | Evelin Lanthaler Italia | Daniela Mittermair Italia | Nadine Staffler Italia |
| 22 dicembre 2024 | Obdach   | Evelin Lanthaler Italia | Tina Unterberger Austria  | Tina Stuffer Italia    |
| 6 gennaio 2025   | Lasa     | Evelin Lanthaler Italia | Daniela Mittermair Italia | Nadine Staffler Italia |

## Risultati
| Pos. | Atleta                    | Nazione     | 1ª manche | 2ª manche | 3ª manche | Totale  | Distacco |
| ---- | ------------------------- | ----------- | --------- | --------- | --------- | ------- | -------- |
|      | Evelin Lanthaler          | Italia      | 57"09     | 57"64     | 57"06     | 2'51"79 |          |
|      | Riccarda Ruetz            | Austria     | 57"89     | 57"60     | 57"41     | 2'52"90 | +1"11    |
|      | Jenny Castiglioni         | Italia      | 57"85     | 58"48     | 57"77     | 2'54"10 | +2"31    |
| 4    | Nadine Staffler           | Italia      | 57"89     | 58"21     | 58"11     | 2'54"21 | +2"42    |
| 5    | Tina Unterberger          | Austria     | 58"23     | 58"07     | 58"13     | 2'54"43 | +2"64    |
| 6    | Daniela Mittermair        | Italia      | 58"13     | 58"49     | 58"51     | 2'55"13 | +3"34    |
| 7    | Lisa Walch                | Germania    | 58"71     | 58"56     | 58"97     | 2'56"24 | +4"45    |
| 8    | Tina Stuffer              | Italia      | 58"59     | 59"87     | 58"93     | 2'57"39 | +5"60    |
| 9    | Naomi Thoni               | Austria     | 59"20     | 59"76     | 58"99     | 2'57"95 | +6"16    |
| 10   | Carina Miller             | Austria     | 1'01"06   | 1'00"85   | 1'00"12   | 3'02"03 | +10"24   |
| 11   | Katie Cookman             | Stati Uniti | 1'02"52   | 1'01"63   | 1'00"97   | 3'05"12 | +13"33   |
| 12   | Ruby Carla Holland-Moritz | Germania    | 1'01"13   | 1'01"80   | 1'02"26   | 3'05"19 | +13"40   |
| 13   | Patricija Urbanc          | Croazia     | 1'03"14   | 1'02"33   | 1'02"24   | 3'07"71 | +15"92   |
| 14   | Magdalena Enig            | Germania    | 1'05"21   | 1'04"60   | 1'03"80   | 3'13"61 | +21"82   |
| 15   | Maja Poda                 | Polonia     | 1'06"65   | 1'07"55   | 1'06"67   | 3'20"87 | +29"08   |
| 16   | Nadja Maria Loder         | Canada      | 1'12"33   | 1'07"41   | 1'08"52   | 3'28"26 | +36"47   |
| 17   | Mihaela Ionela Boca       | Romania     | 1'11"23   | 1'09"70   | 1'09"35   | 3'30"28 | +38"49   |
| 18   | Alexandra Deac            | Romania     | DNF       |           |           |         |          |